# Schwarzmoosbach
Der Schwarzmoosbach ist ein rechter Zufluss des Schwemmbachs im Kobernaußer Wald. Sein Lauf befindet sich in den Bezirken Braunau und Vöcklabruck in Oberösterreich.

## Geographie

### Verlauf
Der Schwarzmoosbach entspringt im Kobernaußer Wald, westlich der Erhebung des Hambergs (718 m ü. A.) und unweit östlich der Quelle des Weißenbachs (666 m ü. A.). Bereits kurz nach seiner Quelle fließt von rechts ein etwa gleichgroßer Nebengraben zu, nach dessen Einmündung wendet sich der Schwarzmoosbach nach Süden und fließt neben der L 508 Kobernaußer Straße. Er unterquert diese am Ende seines Oberlaufs und fließt ab hier ausschließlich neben der Straße entlang, wobei er auch in das namensgebende Schwarzmoostal eintritt. In seinem Mittellauf nimmt der Bach von rechts zwei kurze Hangbäche auf. Unterhalb von Hocheck (Gemeinde Pöndorf) mündet der Schwarzmoosbach schließlich von rechts in den Schwemmbach ein.

### Einzugsgebiet
Nördlich entspringt mit dem Grubmühlbach der linke Quellfluss der Mettmacher Ache, die über die Waldzeller Ache zum Inn hin entwässert. Westlich haben der Weißenbach und dessen Nebenfluss, der Achbach ihre Quellen, die ebenfalls zum Schwemmbach fließen.

## Flora und Fauna
Im Schwarzmoostal wurden bemerkenswerte Flechtenfunde (vorwiegend die Krustenflechte) gemacht.